# Чемпионат Армении по боксу 2011
Чемпионат Армении по боксу 2011 года проходил в Ереване с 17 по 22 декабря 2011 года.

## Медалисты
| Весовая категория            | Золото           | Серебро       | Бронза |
| ---------------------------- | ---------------- | ------------- | ------ |
| Минимальный вес (— 49 кг)    | Сурен Аракелян   |               |        |
| Наилегчайший вес (— 52 кг)   | Дереник Гижларян |               |        |
| Легчайший вес (— 56 кг)      | Алексан Шахян    |               |        |
| Полулёгкий вес (— 60 кг)     | Ара Пулузян      |               |        |
| Лёгкий вес (— 64 кг)         | Грайр Матевосян  |               |        |
| Полусредний вес (— 69 кг)    | Артур Кираджян   |               |        |
| Первый средний вес (— 75 кг) | Андраник Акопян  | Армен Епремян |        |
| Супертяжёлый вес (+ 91 кг)   | Баграт Оганян    | Акоп Мелконян |        |